# Розе, Генрих
Ге́нрих Ро́зе (нем. Heinrich Rose; 6 августа 1795, Берлин — 27 января 1864, Берлин) — немецкий минералог и химик-аналитик.

## Биография
Родился в Берлине 6 августа 1795 года в семье Валентина Розе. Спустя три года там же родился другой сын, Густав, также ставший минералогом.
Рано начал заниматься естественными науками, сначала под руководством своего отца, а затем в Берлинском университете. В 1819—1821 годах занимался в Стокгольме у Берцелиуса. В 1822 году стал в качестве доцента преподавать химию в Берлинском университете. После получения в Кильском университете учёной степени доктора, с 1835 года — ординарный профессор Берлинского университета. 
Розе известен, как основатель новой аналитической химии, а также многими работами, опубликованными в «Анналах» Поггендорфа; изучал влияние массы действующих веществ на ход химического превращения. Ему принадлежит открытие в 1844 году элемента ниобия: ему удалось доказать, что ниобиевая и танталовая кислоты — разные вещества; тантал был уже известен, и он дал новому, похожему элементу имя ниобий, в честь Ниобы, дочери Тантала.
В декабре 1848 года, когда было основано Немецкое геологическое общество, Г. Розе был одним из 49 участников учредительного собрания.
Почти на все европейские языки переведено его сочинение «Ausführliches Lehrbuch der analytischen Chemie» (Брауншвейг, 1851).
В 1829 году он был принят в члены-корреспонденты Российской академии наук в Санкт-Петербурге, в 1832 году стал членом Прусской академии наук. В 1835 году был назначен иностранным членом Баварской академии наук. В 1843 году он стал членом-корреспондентом Французской академии наук, в 1849 году был избран в Американскую академию искусств и наук. С 1856 года — член-корреспондент Гёттингенской академии наук, с 1860 года — членом Немецкой академии наук Леопольдина. Был кавалером ордена Pour le Mérite (гражданский класс)